# Conus belizeanus
Espèce
Conus belizeanus est une espèce de mollusques gastéropodes marins de la famille des Conidae.
Comme toutes les espèces du genre Conus, ces escargots sont prédateurs et venimeux. Ils sont capables de « piquer » les humains et doivent donc être manipulés avec précaution, voire pas du tout.

## Description
La taille de la coquille varie entre 15 mm et 17 mm.

## Distribution
Cette espèce est présente dans la mer des Caraïbes au large de Belize.

## Taxonomie

### Publication originale
L'espèce Conus belizeanus a été décrite pour la première fois en 2011 par les malacologistes américains Edward James Petuch (d) et Dennis M. Sargent (d) dans la publication intitulée « Visaya »,.

### Synonymes
- Conus (Dauciconus) belizeanus (Petuch & Sargent, 2011) · appellation alternative
- Purpuriconus belizeanus Petuch & Sargent, 2011 · non accepté

## Identifiants taxonomiques
Chaque taxon catalogué par les bases de données biologiques et taxonomiques possède un identifiant qui permet d'établir un point de référence. Les identifiants de Conus belizeanus dans les principales bases sont les suivants :
CoL : XWZB - GBIF : 7713589 - iNaturalist : 912521 - 